# Drosophila pseudoargentostriata
Drosophila pseudoargentostriata är en tvåvingeart som beskrevs av Wheeler 1981. Drosophila pseudoargentostriata ingår i släktet Drosophila och familjen daggflugor.
Artens utbredningsområde är Indien.